# طواف إيطاليا 1923
طواف إيطاليا 1923 هو سباق دراجات هوائية أقيم في إيطاليا بتاريخ 23 مايو - 10 يونيو، تكون السباق من 10 مراحل وامتدّ لمسافة 3202.7 كم بسرعة 25.9 كم/س، استغرق السباق 143 ساعة 43 دقيقة 37 ثانية. فاز به الإيطالي كوستانتي جيراردينجو.